# Belarussische Leichtathletik-Hallenmeisterschaften 2021
Die Belarussische Leichtathletik-Hallenmeisterschaften 2021 wurden vom 12. bis zum 13. Februar in der Olimpijez Arena in der Großstadt Mahiljou ausgetragen. Die Mehrkampfbewerbe wurden bereits am 27. und 28. Januar in Homel ausgetragen und die Staffelbewerbe am 3. Februar in Mahiljou.

## Medaillengewinner

### Männer
| Disziplin          | Gold                                                                                     | Leistung        | Silber                                                                       | Leistung        | Bronze                                                                               | Leistung        |
| ------------------ | ---------------------------------------------------------------------------------------- | --------------- | ---------------------------------------------------------------------------- | --------------- | ------------------------------------------------------------------------------------ | --------------- |
| 60 m               | Juryj Sabalotny                                                                          | 6,72 s PB       | Denis Blisnez                                                                | 6,75 s PB       | Maksim Bohdan                                                                        | 6,77 s PB       |
| 200 m              | Sjarhej Pustabajeu                                                                       | 21,72 s PB      | Maksim Bohdan                                                                | 21,85 s         | Raman Walodskin                                                                      | 22,07 s PB      |
| 400 m              | Aljaksandr Wassileuski                                                                   | 48,01 s         | Ihar Subko                                                                   | 48,19 s PB      | Aljaksej Lasarau                                                                     | 48,42 s SB      |
| 800 m              | Sjarhej Karpau                                                                           | 1:53,53 min     | Arzjom Kalatschou                                                            | 1:53,91 min     | Aljaksej Nikifarenka                                                                 | 1:53,93 min PB  |
| 1500 m             | Sjarhej Platonau                                                                         | 3:51,28 min     | Arzjom Kalatschou                                                            | 3:52,61 min SB  | Sjarhej Karpau                                                                       | 3:53,80 min     |
| 3000 m             | Sjarhej Platonau                                                                         | 8:14,52 min SB  | Wjatschaslau Skudny                                                          | 8:16,95 min     | Aljaksandr Sanko                                                                     | 8:20,38 min PB  |
| 60 m Hürden        | Wital Parachonka                                                                         | 7,71 s SB       | Juryj Jaremitsch                                                             | 8,04 s SB       | Wiktar Sinkawez                                                                      | 8,05 s SB       |
| 3000 m Hindernis   | Wjatschaslau Skudny                                                                      | 8:41,41 min SB  | Dsmitryj Iwanenka                                                            | 8:43,52 min SB  | Uladsislau Pizin                                                                     | 8:51,26 min PB  |
| 5000 m Bahngehen   | Aljaksandr Ljachowitsch                                                                  | 19:29,95 min SB | Dsmitryj Dsjubin                                                             | 19:48,04 min SB | Dsmitryj Lukjantschuk                                                                | 19:58,38 min SB |
| 10.000 m Bahngehen | Aljaksandr Ljachowitsch                                                                  | 40:27,86 min SB | Uladsimir Kalesnik                                                           | 41:06,93 min PB | Anatolyj Homeleu                                                                     | 41:10,99 min SB |
| 4 × 400 m Staffel  | Minsk-Homel Aljaksandr Wassileuski Uladsimir Schadska Kiryl Starawojtau Aljaksej Lasarau | 3:14,00 min     | Hrodna Ihar Subko Sjarhej Pustabajeu Aljaksandr Tawruk Aljaksandr Tscharnjak | 3:16,74 min     | Mahiljou Uladsislau Aljaksandrau Sjarhej Karpau Jahor Chauratowitsch Raman Walodskin | 3:17,71 min     |
| Hochsprung         | Maksim Nedassekau                                                                        | 2,23 m SB       | Jahor Hyptor                                                                 | 2,20 m PB       | Andrej Tschuryla                                                                     | 2,15 m =SB      |
| Stabhochsprung     | Uladsislau Tschamarmasowitsch                                                            | 5,20 m SB       | Dsmitryj Marfuschkin                                                         | 5,10 m          | Wadsim Sajewitsch                                                                    | 4,64 m PB       |
| Weitsprung         | Uladsislau Bulachau                                                                      | 7,63 m          | Jahor Sdunau                                                                 | 7,54 m          | Juryj Jaremitsch                                                                     | 7,53 m          |
| Dreisprung         | Maksim Neszjarenka                                                                       | 16,64 m         | Jahor Tschuiko                                                               | 15,89 m PB      | Mark Mascheika                                                                       | 15,44 m SB      |
| Kugelstoßen        | Dsmitryj Karpuk                                                                          | 20,13 m PB      | Aleh Tamaschewitsch                                                          | 19,61 m SB      | Aljaksej Aljaksandrowitsch                                                           | 18,82 m SB      |
| Siebenkampf        | Maksim Andralojz                                                                         | 6057 Punkte PB  | Juryj Jaremitsch                                                             | 5950 Punkte PB  | Artur Pelischenak                                                                    | 5343 Punkte PB  |

### Frauen
| Disziplin          | Gold                                                                                                | Leistung        | Silber                                                                               | Leistung         | Bronze                                                                    | Leistung        |
| ------------------ | --------------------------------------------------------------------------------------------------- | --------------- | ------------------------------------------------------------------------------------ | ---------------- | ------------------------------------------------------------------------- | --------------- |
| 60 m               | Kryszina Zimanouskaja                                                                               | 7,28 s SB       | Kazjaryna Schywajewa                                                                 | 7,51 s PB        | Karyna Neszerawa                                                          | 7,61 s PB       |
| 200 m              | Janina Rapeka                                                                                       | 24,45 s PB      | Janina Luzenka                                                                       | 24,46 s PB       | Asteryja Limaj                                                            | 24,51 s PB      |
| 400 m              | Hanna Michajlawa                                                                                    | 52,39 s PB      | Julija Blisnez                                                                       | 54,14 s SB       | Aljaksandra Chilmanowitsch                                                | 54,42 s         |
| 800 m              | Ilona Iwanowa                                                                                       | 2:08,12 min SB  | Wiktoryja Kuschnir                                                                   | 2:09,06 min SB   | Palina Kiberawa                                                           | 2:10,47 min PB  |
| 1500 m             | Kazjaryna Karnjajenka                                                                               | 4:24,44 min     | Ilona Iwanowa                                                                        | 4:25,11 min PB   | Wiktoryja Kuschnir                                                        | 4:25,43 min SB  |
| 3000 m             | Nina Sawina                                                                                         | 9:22,74 min SB  | Swjatlana Sanko                                                                      | 9:33,11 min SB   | Tazzjana Schabanawa                                                       | 9:33,46 min     |
| 60 m Hürden        | Elwira Herman                                                                                       | 7,91 s PB       | Alina Talaj                                                                          | 8,01 s =SB       | Ruslana Raschkawan                                                        | 8,05 s PB       |
| 3000 m Hindernis   | Tazzjana Schabanawa                                                                                 | 10:09,79 min SB | Tazzjana Smirnowa                                                                    | 11:03,04 min PB  | Anna Krotowa                                                              | 11:13,24 min PB |
| 5000 m Bahngehen   | Nastassja Rodskina                                                                                  | 22:10,73 min PB | Nastassja Rarowskaja                                                                 | 22:49,99 min SB  | Dana Marasawa                                                             | 23:42,04 min SB |
| 10.000 m Bahngehen | Nastassja Rodskina                                                                                  | 47:00,20 min SB | Nastassja Rarowskaja                                                                 | 47:26,31 min PB  | Dana Marasawa                                                             | 49:27,10 min PB |
| 4 × 400 m Staffel  | Hrodna-Minsk-Brest Aljaksandra Chilmanowitsch Asteryja Limaj Kryszina Muljartschyk Hanna Michajlawa | 3:34,34 min     | Homel Julija Blisnez Kazjaryna Paplauskaja Alessja Sankewitsch Aljaksandra Bondarawa | 3:49,71 min      | Hrodna Alena Buzja Wiktoryja Waytkun Palina Kiberawa Waljanzina Tschymbar | 3:50,12 min     |
| Hochsprung         | Karyna Dsjamidsik                                                                                   | 1,94 m =PB      | Maryja Schodsik                                                                      | 1,86 m SB        | Jana Maksimawa                                                            | 1,83 m          |
| Stabhochsprung     | Kryszina Kanzawenka                                                                                 | 4,10 m          | Kryszina Mudrahel Nastassja Haurylik                                                 | 3,70 m PB 3,70 m |                                                                           |                 |
| Weitsprung         | Nastassja Mirontschyk-Iwanowa                                                                       | 6,73 m SB       | Wijaleta Skwarzowa                                                                   | 6,44 m SB        | Palina Slotnikawa                                                         | 6,31 m SB       |
| Dreisprung         | Iryna Waskouskaja                                                                                   | 13,84 m SB      | Aljaksandra Malofejewa                                                               | 13,26 m          | Wolha Anzikjan                                                            | 12,91 m PB      |
| Kugelstoßen        | Aljona Dubizkaja                                                                                    | 18,40 m SB      | Julija Leanzjuk                                                                      | 16,65 m SB       | Julija Kyrisjuk                                                           | 14,65 m PB      |
| Fünfkampf          | Jana Maksimawa                                                                                      | 4244 Punkte SB  | Julyja Rout                                                                          | 4169 Punkte PB   | Scharlota Paehlize                                                        | 3968 Punkte SB  |